# Battaglia di Petit-Rivière
La battaglia di Petit-Rivière fu un episodio della rivoluzione haitiana.

## La battaglia
Dopo la battaglia di Verrettes, l'armata anglo-realista comandata dal colonnello Dessources ripiegò in direzione di Saint-Mart inseguita dalle truppe repubblicane. Il tenente colonnello mulatto Madiou, capo dell'artiglieria posta sui monti, piuttosto che prendere la via principale col rischio di essere coinvolta in qualche combattimento, aveva deciso di rimanere nella sua posizione, ma il colonnello Dessources, «uomo di coraggio provato, ma pieno anche di decisione» secondo lo storico Thomas Madiou, scelse di effettuare una ritirata strategica sulla via principale. Sul cammino ad ogni modo la truppa incontrò una pioggia violenta che rallentò l'operazione e rese i fucili inutili dal momento che gli acciarini della polvere da sparo non riuscivano ad incendiarsi per la pioggia battente. L'armata repubblicana, distante due leghe si scontrò coi realisti presso Petite-Rivière-de-l'Artibonite. Questi ultimi opposero una lunga resistenza ai repubblicani francesi, combattendo alla baionetta, ma finendo per ritirarsi. Il tenente colonnello Madiou si distinse alla testa della sua artiglieria, ma nella via del ritorno preferì suicidarsi piuttosto che essere catturato. Gli inglesi ed i realisti, ormai in rotta, vennero falciati dai dragoni francesi. Dessources stesso venne catturato, ma l'ufficiale Pierre-Louis Diane lo fece liberare. Dessources venne condotto con 10 soldati a Saint-Marc dove ebbe modo di vedere i resti della sua legione completamente annientata. Vittorioso, Toussaint proseguì la marcia verso Mirebalais.
Toussaint concluse così il suo rapporto del 31 agosto: